# The Web Planet
A The Web Planet a Doctor Who sorozat tizenharmadik része, amit 1965. február 23-a és március 20-a között vetítettek hat epizódban.

## Történet
A Tardis-t valami erő a Vortis bolygóra téríti. A bolygón az óriási humanoid pillangószerű menopterák, a hernyószerű opterák, a hangyaszerű zarbik és az óriás pókszerű Animus élnek nem túl békésen. A Doktornak meg kéne akadályozni a fajirtást és mellesleg kiszabadulni Animus hálójából.

## Epizódok címei
- 1. rész: The Web Planet (magyarul: A hálóbolygó)
- 2. rész: The Zarbi (magyarul: Zarbi)
- 3. rész: Escape to Danger (magyarul: Menekülés a veszélybe)
- 4. rész: Crater of Needles (magyarul: A tűk krátere)
- 5. rész: Invasion (magyarul: Invázió)
- 6. rész: The Centre (magyarul: A központ)

## Könyvkiadás
A könyvváltozatát 1973. május 2-án adta ki a Target könyvkiadó.

## Otthoni kiadás
- VHS-en 1990-ben adták ki.
- DVD-n 2005-ben adták ki.

### Fordítás
- Ez a szócikk részben vagy egészben  a   The Web Planet című angol Wikipédia-szócikk fordításán alapul.  Az eredeti cikk szerkesztőit annak laptörténete sorolja fel. Ez a jelzés csupán a megfogalmazás eredetét és a szerzői jogokat jelzi, nem szolgál a cikkben szereplő információk forrásmegjelöléseként.